# Ozonoterapie

Molekula ozónu

Ozonoterapie je ošetření ozónem. Ozón a jeho kladné vlastnosti jsou známy již od 19. století.[zdroj⁠?!] Podle článku na webu dentalcare.cz pro jeho vlastnosti rostlo v roce 2005 jeho uplatnění a v lékařství se v roce 2005 nacházely nové způsoby jeho využití.

## Ozón
Ozón je plyn skládající se ze tří atomů kyslíku. Jeho chemická značka je O3. Ozón je velmi silný oxidant a používá se jako chemicky čistý dezinfekční prostředek. Vyznačuje se charakteristickým zápachem, respektive vůní, jakou můžeme cítit ve vzduchu po typické letní bouřce. Lidský čich je na tuto vůni citlivý a je proto schopen zaregistrovat neškodné koncentrace tohoto plynu ve vzduchu. Podle článku na webu dentalcare.cz je to jeden z nejsilnějších a nejúčinnějších oxidačních prostředků – jeho sterilizační efekt je podle článku 3500× účinnější než při použití chlóru.

## Ozón v medicíně
Rozvoj této metody probíhá více než 100 let.[zdroj⁠?!] Poprvé byl ozón popsán Martinusem van Marumem (1750 - 1837), holandským učencem, který při svých pokusech s elektrostatickou elektřinou na strojích roku 1785 popsal tzv. "vůni elektřiny", která vzniká kolem elektrických strojů, pravděpodobně vlivem jejich jiskření. V roce 1857 Werner von Siemens sestrojil přístroj, s jehož pomocí lze ozón vyrábět. Podle něj nazvaná trubice (Siemensova trubice) pracuje na principu tichého elektrického výboje.
Ozón je toxický pro živé organizmy, používá se zejména k dezinfekci pitné vody. Je-li správně použit (vhodná koncentrace) působení na téměř všechny [zdroj⁠?!] známé bakterie, viry a jiné mikroorganizmy. Ozón se rozkládá na kyslík za produkce toxických volných radikálů s poměrně krátkým poločasem.
Ozonoterapie se podle výrobců generátorů ozonu využívá v lékařské praxi např. při léčbu akné, poruch prokrvení, virových, bakteriálních a mykotických infekcí nebo k aktivaci imunitního systému.

### Ozón ve stomatologii
Ozónová terapie umožňuje ošetřit zubní kaz lokalizovaný pouze ve sklovině, údajně není třeba jeho mechanické odstranění, pomocí přístroje generujícího ozón je možné eliminovat bakterie kazivého ložiska.

#### Princip léčby zubního kazu ozonoterapií
Přístroj (generátor ozónu) nejprve změní kyslík v ozón. Vzniklý ozón je čerpán kanylou a násadcem se speciální těsnicí kapnou (čepičkou) na poškozené místo zubu, které je utěsněno proti přístupu vzduchu. Při ošetření ozónem lékař nevrtá, na konci kanyly, kterou přiloží na ošetřovanou plochu, totiž není jehla, ale malá silikonová kapna těsnící pracovní pole ozónu, přes niž se dostane ke kazu vysoce koncentrovaný ozón. Následně přidržuje zubní lékař koncovku na zubu po dobu cca 20 sekund. MUDr. Edita Hvězdová tvrdí, že ozón proniká až do hloubky 3 milimetry v zubní tkáni. Pak je ozón vzniklý pod tlakem odčerpán zpět a opět přeměněn v kyslík. Pacient i lékař během ošetření dýchají normální vzduch bez ozónu. Poškozený zub je tím bezbolestně zbaven kazu. Díky remineralizaci, která se na povrchu zubu samovolně odehrává, dochází během 4-12 týdnů k opětovnému ztvrdnutí skloviny.[zdroj⁠?!]
Při ošetření tímto způsobem není potřeba injekce nebo jiné formy lokální anestézie. Ozón při této aplikaci nemá žádné vedlejší účinky.[zdroj⁠?!]
Celý proces úspěšné remineralizace (ztvrdnutí) skloviny je možné aktivně urychlit používáním speciální zubní pasty, ústní vody a spreje, tedy pomůcek určených pacientům ošetřeným ozónem.[zdroj?]

#### Další užití ozonoterapie
- sterilizace kořenového kanálku (po předešlé komplikaci zubního kazu, která vedla k zánětu zubní dřeně)
- ošetření oparů a aft
- řešení zánětlivých komplikací po vytržení zubu
- kožních projevech infekčního onemocnění v okolí úst nebo na sliznici dutiny ústní
- podpůrné léčbě parodontitidy (dříve paradontózy) – v podobě podání ozonu do dásňového žlábku ve formě gelu nebo adhezivní pasty

### Ozon v alternativní medicíně
Podle Skeptického slovníku má ozonoterapie charakter panacey (všeléku), je nabízena k terapii celá řady stavu. Jedná se například o následující choroby:
- nemoci oběhové soustavy
- zánětlivá onemocnnění
- infekce včetně AIDS
- choroby látkové výměny
- Alergie
- kloubní bolesti
- rakovina

## Bezpečnost práce s ozónem
Ozón je již při nízkých koncentracích pro člověka nebezpečný, proto se při jeho užívání v medicíně musí dbát přísných bezpečnostních opatření. Lidský čich je schopen rozeznat přítomnost ozónu ve vzduchu již při velmi nízkých koncentracích a to již od 10 µg/m3 O3. Tato schopnost je však individuální a v trvalé přítomnosti nízkých koncentrací ozónu se poměrně rychle ztrácí.

## Hodnoty koncentrací dané zákonem o Bezpečnosti práce 178/2001 Sb.
- NPK (nejvyšší přípustné koncentrace) ozónu v pracovním prostředí je 200 µg/m3
- PEL (přípustný expoziční limit) 100 µg/m3

Při delším pobytu v místech se zvýšenou koncentrací ozónu (nad 350 µg/m3) se dostavuje pálení očí, v nosu a v krku, v některých případech i tlak na hrudi, kašel a bolest hlavy.
Nejvíce citliví na ozón jsou lidé, kteří mají zdravotní obtíže, jako je astma, chronické problémy dýchacích cest a nemoci oběhové soustavy.
Při koncentracích ozónu vyšších než 1100 µg/m3 jsou silně drážděny oči a horní cesty dýchací, dostavují se bolesti hlavy.
Koncentrace vyšší než cca 2200 µg/m3 způsobí během několika minut silné dráždění sliznice dýchacích cest, bronchospasmatické stavy a kašel.
Koncentrace nad 21000 µg/m3 mají v závislosti na době expozice za následek bezvědomí, krvácení z plic a posléze smrt.